# Municipio de Skandia (Dakota del Norte)
El municipio de Skandia (en inglés, Skandia Township) es una subdivisión administrativa del condado de Barnes, Dakota del Norte, Estados Unidos. Según el censo de 2020, tiene una población de 25 habitantes.
Abarca una zona exclusivamente rural.

## Geografía
Está ubicado en las coordenadas 46°45′50″N 98°7′36″O / 46.76389, -98.12667 (46.764025, -98.126767). Según la Oficina del Censo de los Estados Unidos, tiene una superficie total de 92,95 km², de la cual 91,09 km² corresponden a tierra firme y 1,86 km² es agua.

## Demografía
Según el censo de 2020, hay 25 personas residiendo en la zona. La densidad de población es de 0,27 hab./km². La totalidad de los habitantes son blancos. No hay hispanos o latinos viviendo en el territorio.

## Gobierno
El municipio está gobernado por una junta integrada por un presidente (chairman), un secretario (clerk), tres supervisores y un tesorero. Hay además un asesor designado y un funcionario encargado del asesoramiento para el control de hierbas nocivas (weed officer).